# 關廟服務區
關廟服務區是台灣一座國道服務區，座落於台南市關廟區布袋里與龍崎區楠坑里交界，里程為福爾摩沙高速公路363.8k，2001年1月8日成立，分為南下、北上兩站，之間設有人行陸橋相互貫通，是福爾摩沙高速公路自基金交流道（起點）以來的第七個服務區，也是由北向南數來最後一個服務區。目前的經營廠商為統一超商股份有限公司。

## 設施
南下北上兩站出口處均設有24小時台灣中油便捷加油站。2024年設立電動車的充電站，支援CCS1與CCS2規格充電樁。
南北兩站都設有駕駛人休息室，讓駕駛人可短暫睡眠，以避免疲勞駕駛釀成事故。

## 基本資料
- 位置：福爾摩沙高速公路363K+785處
- 地址：台南市龍崎區楠坑里楠坑12之1號
- 營運廠商：統一超商股份有限公司
- 服務台電話：+886 06 5551535

## 營業額
以下為關廟服務區自2006年以來之年營業額，其中2006年與2007年之年營業額未含營業稅：
|  | 由于已知的技术原因，图表暂时不可用。带来不便，我们深表歉意。 |

|  | 由于已知的技术原因，图表暂时不可用。带来不便，我们深表歉意。 |

## 外部連結
- 統一超商股份有限公司關廟商場
- 南區養護工程分局 關廟服務區
- 國道3號 關廟南下服務區 即時影像 - 高速公路資訊網
- 國道3號 關廟北上服務區 即時影像 - 高速公路資訊網